# Lucilia richardsi
Lucilia richardsi este o specie de muște din genul Lucilia, familia Calliphoridae, descrisă de Collin în anul 1926. Conform Catalogue of Life specia Lucilia richardsi nu are subspecii cunoscute.